# Camino Oscoz
María Camino Andrea Oscoz Urriza (Pamplona, 11 de abril de 1910 - Urbasa, 10 de agosto de 1936) fue una maestra republicana navarra afiliada a UGT, secretaria en el Partido Comunista, asistente en Socorro Rojo Internacional y víctima de la Guerra Civil en Navarra. 

## Biografía
Camino nació en la calle Santo Domingo de Pamplona. Era la menor de cuatro hijos de los tocineros del mercado de Santo Domingo, Antonio y Anastasia, quienes murieron por la gripe de 1918 dejando huérfanos a sus hijos que debieron ser criados por familiares. Terminó sus estudios en el Colegio de las Teresianas de Pamplona con buenas notas. En 1930 obtuvo la plaza de maestra en Güesa, en el Valle de Salazar.
Estuvo afiliada a FETE-UGT. En 1932 participó en los debates de la Semana Pedagógica del 4 al 11 de septiembre en Pamplona. También fue miembro del Partido Comunista y se unió al Socorro Rojo Internacional tras la Revolución de Asturias de 1934. Fue compañera sentimental de Tomás Áriz, líder del Partido Comunista de Pamplona. Durante su corta vida docente y militante, Camino Oscoz tuvo un triple compromiso con la educación, la igualdad y la justicia. 

### Detención y asesinato
A la edad de 22 años fue secretaria del partido comunista. El 31 de julio de 1936 fue arrestada y llevada a la cárcel de Pamplona. Camino Oscoz, de 26 años, sufrió vejaciones (le raparon el pelo, le obligaron a tomar aceite de ricino), tortura y, probablemente, violación; los falangistas la pasearon públicamente por Pamplona con la ropa rasgada y llena de suciedad el 31 de julio de 1936 y después de once días, el 10 de agosto fue asesinada a tiros por los carlistas durante su traslado a Urbasa y su cadáver arrojado al Balcón de Pilatos. El cuerpo de Camino Oscoz cayó hasta Baquedano donde continúa desaparecido.

### Memoria
- Su historia ha sido recogida en el libro Camino Oscoz y otras historias del 36 (en euskera, Camino Oskoz eta 36ko beste historia batzuk) de Joseba Ezeolaza, coordinador de la Asociación de Familiares de Fusilados de Navarra:. "Oscoz fue asesinada porque era peligrosa para el régimen; la pasearon como prisionera por la ciudad, sufriendo, como un trofeo, para escarmiento público ", explicó Ezeolaza. Antes que él, ya Pío Baroja y José María Jimeno Jurío, habían informado sobre el asunto.[6]

- Galo Vierge[7]  fue uno de los testigos de la detención y encarcelamiento de Camino Oscoz.[3] Cuando fue arrestado, Vierge tuvo la oportunidad de conversar con Oscoz. Informó sobre esta entrevista en el libro Los culpables: "Comencé a hablar con la joven, por lo bajo, y me explicó cómo fue arrestada [...] Me dijo que habían sido llevados a la sede de Izquierda Republicana, en la Plaza del Castillo, que había sido tomada por los falangistas. Allí, rodeada de falangistas, sufrió todo tipo de humillación por ser parte del Partido Comunista; entre risas y burlas, le hicieron beber un vaso de aceite de ricino y la dejaron arrestada en la comisaría".[8]

- El Instituto de la Memoria de Navarra renovó y actualizó el Mapa de Placas de Navarra en 2018. Por medio de este se pone a disposición del público la información sobre la memoria histórica. En el mapa mencionado se encuentran seis tumbas en la Barranca y otras seis en Urbasa. En el mapa también está el nombre de María Camino Oskoz.[9]

## Homenajes
- El 23 de junio de 2018, la Affna instaló una pequeña placa en un adoquín de la calle Santo Domingo de Pamplona.[10]

- El 10 de agosto de 2018 el municipio de Güesa rindió homenaje a la maestra Oscoz instalando una placa en su honor en la entrada de la escuela donde impartió clases.[4] En el lugar también se instaló una recreación de un aula con materiales de la época.[11][12]
- En 2019, una calle del barrio de Lezkairu en Pamplona cambió su nombre tras una resolución municipal formada por el alcalde Joseba Asiron.[1]